# 三浦研一
三浦研一（1963年8月31日—），日本男演員，出生於日本東京江戶川區，常年參與中國電視、電影演出，扮演日本人角色。

## 生平

### 早年經歷
三浦研一出生於日本東京，幼年時隨父親旅居美國華盛頓，1969年返回日本就學。就讀高中時，對周恩來生平感興趣，開啟與中國接觸的契機。高中畢業後考取明治大學政治經濟學部。畢業後曾從事市場調查、貿易、行銷等工作。從事業務工作時，也透過表演的長才，與客戶互動，增進業績。
30歲時考取青山學院大學國際政治經濟學科，攻讀國際政治學，成為天兒慧教授弟子，開始從事中國研究。1997年決定親身體驗中國國情，赴中國學習漢語。2003年，三浦研一進入中國社會科學院世界經濟與政治研究所，攻讀國際關係博士學位。

### 演藝經歷
2000年，開始加入影視演出。2001年，參與《走向共和》演出，扮飾演大日本帝國海軍陸戰隊將軍野村一角，之後便不斷的在中國影視作品演出反派日本人角色。2007年，演出《夜幕下的哈爾濱》，飾演小原特務長。2009年参與《神鹤》演出，他決定脫離學術研究工作，全心投入演藝工作。廣為大家熟知，持續扮演各種膾炙人口的角色，被戲稱為「鬼子專業戶」。

## 作品列表
粗體字為主演作品

### 電影
- 2004年《太行山上》 板垣部隊西村參謀長飾 / （導演：韋廉/沈東）
- 2004年《我的母親趙一曼》 林寬重警察廳長飾 / （導演：孫鐵）
- 2005年《巴林石傳奇》 黑澤光飾 / （導演：王信）
- 2006年《夜襲》 大寺一司令官飾 / （導演：安瀾）
- 2008年《拉貝日記》 拿喇叭的士兵飾 / （導演：雷蒙德・萊）
- 2008年 《圍剿》 河野隊長飾 / （導演：潘峰）
- 2009年《東風雨》 中西正弘飾 / （導演：柳雲龍）
- 2009年《喋血孤城》 岩永旺飾 / （導演：沈東）
- 2009年《關東棋王》 五十嵐飾 / （導演：邢樹民）
- 2009年《鐵膽雄心》 田中飾 / （導演：潘峰）
- 2009年《額爾古納河右岸》 吉田飾 / （導演：楊明華）
- 2010年《神鶴》 吉田峰春飾 / （導演：王建為）
- 2010年 《虎頭要塞/電流》 佐藤光一飾 / （導演：胡明凱）
- 2010年《建黨偉業》 日置益飾 / （導演：黃建新）
- 2011年《甲午大海戰》 陸奧宗光外相飾 / （導演： 馮小寧）
- 2011年《大魔術師》 黑鷹會導演飾 / （導演：爾冬升）
- 2011年《天機：富春山居圖》 山本雄一飾 / （導演：孫健君、尼克・鮑威爾（動作導演））
- 2012年《溫故1942》 高橋次郎飾 / （導演：馮小剛）
- 2013年《津門三少爺》 川口能活飾 / （導演：馬惠武）
- 2013年《生死戀》 岡田指揮官飾 / （導演：吳宇森）
- 2020年《飛魚服》(網絡電影)正德密使飾
- 2021年《興安嶺上》

### 電視劇
- 2001年《走向共和》  野村大日本帝國海軍陸戰隊將軍飾 / （導演：張黎）
- 2002年《烈火金剛》貓眼司令官 飾 / （導演：王奕開）
- 2003年《北京人事件》 小野情報官飾 / （導演：錢曉鴻）
- 2004年《德齡公主》 內田大使飾 / （總導演：韓剛）
- 2004年《奇妙女孩 》 山田總經理飾 / （導演：衛兆紅）
- 2005年《紅衣坊》 川上介之助飾 / （導演：蘇舟）
- 2005年《大阿哥溥俊 》 陸鳥宏二飾 / （導演：劉家成）
- 2005年《大明王朝1566》 井上十三郎飾 / （導演：張黎）
- 2006年《家在洹上》 山本佑一郎飾  / （導演：王大鵬）
- 2006年《草原春來早》 土肥原賢二飾 / （導演：王濤）
- 2006年《血色湘西》 關山大佐飾 / （導演：龔若飛 ）
- 2007年《夜幕下的哈爾濱》 小原特務長飾 / （總導演：趙寶剛）
- 2007年《重生》 吉岡安直飾 / （導演：丁蔭楠）
- 2007年《四世同堂》 小老鼠飾 / （導演：汪俊）
- 2008年《狙擊手》 大野連隊長飾 / （導演：高希希）
- 2008年《對手》 山本五十六飾 / （導演：尤小剛）
- 2008年《虎膽雄心》 井上賢二飾  / （導演：桑華）
- 2008年《生死線》 伊達雪之丞飾 / （導演：孔笙）
- 2008年《青銅匕首》 宮川雄次飾 / （導演：韋大軍）
- 2008年《闖關東2》 藤本警官飾 / （総導演：侯詠）
- 2008年《特殊爭奪》 渡邊總經理飾 / （導演：延藝/周國棟 ）
- 2009年《搶下玫瑰》 伊藤敬一飾 / （導演：袁英明（香港））
- 2009年《決戰南京》 岡村寧次飾 / （導演：沈悅/沈嚴）
- 2010年《慕容蓮》 川島一郎飾 / （導演：鄭軍/林峰）
- 2010年《延安愛情》 小野俊雄飾  / （導演：曹保平）
- 2010年《橋隆飆》 龜田大佐飾 / （導演：金妹慧）
- 2010年《水上游擊隊》 渡邊浩飾 / （総導演：龔朝輝）
- 2010年《鋼魂》 小野正平飾 / （導演：巴特爾）
- 2010年《我的娜塔莎》 小澤飾 / （導演：郭靖宇）
- 2010年《硝煙背後的戰爭》 岡村寧次飾 / （導演：萬盛華）
- 2011年《先鋒1931》 飯村讓飾 / （導演：郭凱敏）
- 2011年《決戰前》 渡邊憲一郎飾  / （導演：劉一志）
- 2011年《裂變》 小藤俊飾 / （導演：陳亞洲）
- 2011年《游擊兵工廠》 山口勇紀飾 / （導演：石偉 ）
- 2011年《今夜相思雨》 佐藤館長飾 / （總導演：李建民（香港））
- 2012年《冬日驚雷》 鬼谷正雄飾 / （導演：李舒）
- 2012年《異鎮》 山田齊五郎飾 / （導演：龔朝輝 ）
- 2012年《槍花》 岩井機關長飾 / （導演：劉國豪，等 ）
- 2012年《鐵甲艦上的男人們》 大寺安純飾 / （導演：齊星 ）
- 2014年《愛情公寓4》 関谷健次郎飾 / （導演：韋正）
- 2013年《毛澤東》 東條英機飾 / （導演：高希希）
- 2013年《長沙保衛戰》 東條英機飾 / （導演：董亞春）
- 2013年《劫中劫》 今井玉治飾 / （導演：鄭志勇）
- 2013年《猜舉》 矢部飾 / （導演：韋大軍）
- 2019年《愛情公寓5》 関谷健次郎飾 / （導演：韋正）
- 2020年《太行之脊》岡村寧次飾 /
- 2021年《光荣与梦想》岡村寧次飾
- 2022年《战时我们正年少》
- 2023年《无间》飾 谷正義介
- 2023年《正好遇见你》(網絡劇)友光正一飾
- 2023年《繁花》山本先生飾
- 待播《守护者们》

## 獲獎經歷
- 2015年，以《活下去》，獲得第87届奥斯卡金像獎最佳真人短片10强。  [3]